# Гулен
О французской усадьбе см. Гулен (усадьба)
Гюлено файле (норв. Gulen) — коммуна, расположенная в юго-западной части округа Согн-ог-Фьюране в Норвегии. Является частью исторического района Согн. Административным центром коммуны является деревня Эйвиндвик, (Eivindvik). Среди других деревень, входящих в состав коммуны Гюлен: Брекке (Brekke), Биркнес (Byrknes), Далсойра (Dalsøyra), и Дингья (Dingja). Коммуна Гюлен расположена на берегах Гюлафьорден (Gulafjorden), где, как считается, жившие на западном побережье Норвегии викинги собирались для участия в законодательной ассамблее (Gulating). Эта территория в Гюлафьорден (Gulafjorden) называется Флолид (Flolid) (к востоку от деревни Эйвиндвик (Eivindvik) в настоящее время является национальной исторической достопримечательностью, где под открытым небом проводятся театрализованные представления, и ежегодная летняя пьеса в память о викингах, собравшихся в этом месте 1000 лет назад, чтобы принять христианство.

## Общая информация
Коммуна Эйвиндвиг (Eivindvig) была учреждена 1 января 1838 года (см. formannskapsdistrikt).  Коммуна 1838 года была создана по аналогии с приходом Эйвиндвиг, который состоял из трех общин (sokn) Эйвиндвик (Eivindvik), Брекке (Brekke), и Хусой (Husøy). Община Брекке (Brekke) с населением 898 человек была выведена из состава коммуны в 1850 году и образовала собственный муниципалитет, с 3,944 жителями в Эвиндвиге.
В 1858 году община Хусой (Husøy) с населением 1,384 человека была отделена от Эйвиндвига и образовала собственный муниципалитет Утвер (Utvær), который в 1923 году был переименован в Солунд (Solund). В результате этого в Эвиндвиге осталось 3,018 жителей. 1 июля 1890 года название коммуны Эйвиндвиг было изменено на Гюлен (Gulen). 1 января 1964 года коммуна Брекке (Brekke) с населением 782 человека объединилась с коммуной Гюлен (Gulen). И в этот же день остров Лосна (Losna) с населением 40 человек был переведен из коммуны Гюлен в коммуну Солунд. После всех этих изменений население коммуны Гюлен составило 3,250 человек.

### Название
Название (Старонорвежский: Guli) изначально принадлежало фьорду (в наст.вр. называется Гюлафьорден (Gulafjorden). Вероятно, название происходит от слова gul, означающее "(сильный) ветер". До 1891 года муниципалитет назывался Эвенвиг (Evenvig) или Эйвиндвиг (Eivindvig) (современное написание Эйвиндвик (Eivindvik).

### Герб
Герб официально был представлен в 1990 году. На нем изображены два каменных креста, найденные рядом с деревней Эйвиндвик (Eivindvik), и возраст, которых, предположительно, около 1000 лет. Эти кресты были установлены после того как викинги, собравшиеся на ассамблею Гулатинг (Gulating), приняли Христианство.

### Церкви
Норвежская епархия владеет тремя церквями в коммуне Гюлен. Они входят в епархию Бьоргвин (Diocese of Bjørgvin) и сельская епархия (Prosti) Итре Согн (Ytre Sogn).
| Община (Sokn) | Название церкви | Расположение | Год постройки |
| ------------- | --------------- | ------------ | ------------- |
| Брекке        | Brekke Church   | Brekke       | 1862          |
| Гюлен         | Gulen Church    | Eivindvik    | 1863          |
| Мьомна        | Mjømna Church   | Mjømna       | 1901          |

### Школы
Согласно общим подсчетам, на территории коммуны проживает 2500 человек. Здесь существует четыре школьных округа: Брекке (Brekke), Эйвиндвик (Eivindvik), Далсойра (Dalsøyra), и Биркнес (Byrknes).

## Правительство
Все коммуны Норвегии, включая Гюлен, обязаны обеспечивать население возможностью получения начального образования (до 10 класса), амбулаторным медицинским обслуживанием, услугами для пожилого населения, безработных, и другими социальными услугами: оно также занимается зонированием, экономическим развитием, и строительством муниципальных дорог. Руководство осуществляется муниципальным советом, состоящим из избираемых представителей, которые, в свою очередь, выбирают мэра.

### Муниципальный совет
Муниципальный совет (Kommunestyre) Гюлена состоит из 21 представителя, избираемых на четырехлетний срок.

### Мэр
Мэр (ordførar) коммуны в Норвегии, обычно является представитель партии, имеющей большинство в муниципальном совете, и возглавляющий совет. С 2007 по 2011 гг. Мэром Гюлена был Труде Бросвик (Trude Brosvik), представляющий партию христианских демократов Christian Democratic Party (Kristelig folkeparti).

## География
Площадь территории коммуны Гюлен составляет примерно 600 квадратных километров (230 квадратных миль), включая примерно 1500 небольших островов, рифов. Рельеф материковой части состоит преимущественно из небольших долин и гористой местности. Озеро Дингеватн (Dingevatn) является одним из самых глубоких в Норвегии.
На севере территория коммуны Гюлен простирается до Согнефьорда (Sognefjord), а на юге – до Фенсфьордом (Fensfjord), с запада берега Гюлена омывает Северное море. Коммуна Гюлен граничит: с Солундом (Solund) и Хиллештадом (Hyllestad) на севере, Хоянгером (Høyanger) – на востоке, и Аустрхаймом (Austrheim), Линдасом (Lindås), и Масфьорденем (Masfjorden) – все три расположены на юге в округе Хордаланд (Hordaland).
Территория представляет собой геологический регион, характеризующийся достаточно низким содержанием питательных веществ в почве, что сказывается на составе местной флоры. Болота, покрытые во многих местах диким вереском, являются доминирующей чертой местного ландшафта. Вследствие большого количества дождей, в данном районе произрастает большое количество мхов и лишайников. Большая часть территории коммуны Гюлен представляет собой гористую и негостеприимную местность.
| Территория                  | Процент |
| --------------------------- | ------- |
| Сельскохозяйственные угодья | 4%      |
| Леса                        | 19%     |
| Водоемы                     | 3%      |
| Прочее                      | 74%     |

### Экономика
Исторически сложилось так, что экономика коммуны Гюлен была ориентирована преимущественно на сельское хозяйство и рыболовство. Совсем недавно важность данного региона выросла благодаря территориальной близости к промышленному району Монгстад (Mongstad), где расположено большое количество нефтеперерабатывающих предприятий, принадлежащих Statoil, Shell Oil, и другим нефтедобывающим компаниям. Среди других промышленных производств Гюлена Wergeland-Halsvik, Baker Oil Tools, Johnny Birkeland Transport, и Vest Tank. В настоящее время на территории муниципалитета расположено также множество предприятий малого бизнеса.

## Законодательная ассамблея
Гулатинг (Gulating) – название законодательной ассамблеи, участники которой регулярно собирались на берегах Гулафьорда (Gulafjord) в Гюлене на протяжении, по меньшей мере, пятисот лет. В 1300 году место проведения ассамблеи было перенесено в Берген (Bergen). Участники ассамблеи были представителями фермерского сообщества западной Норвегии. Именно на заседаниях ассамблеи обсуждались важные политические вопросы и принимались важные решения. Ассамблея также выполняла роль суда, как по гражданским, так и по уголовным делам. Таким образом, Гулатинг можно считать предшественником таких современных институтов, как муниципальный совет и Парламент Норвегии, Стортинга (Storting).
В Гюлене был создан скульптурный парк (во Флолиде), чтобы увековечить память о законодательной ассамблее Гулатинг (Gulating). Норвежский скульптор Берд Брейвик (Bård Breivik) руководил созданием художественных элементов, публичное открытие которых состоялось в августе 2005 года. Парк по праву считается произведением искусства, используется в качестве декораций при проведении танцевальных и музыкальных фестивалей на фоне прекрасной и во многом уникальной природы.

## Достопримечательности

### Фабрика по производству сабо Sellevåg
Деревянные башмаки (сабо) производились в городе Сельвег (Sellevåg) в период с 1899 по 1975 годы. Воды из озера Сельвег являлась источником энергии для фабрики. Фабрика по производству сабо сохранилась до наших дней, вместе со всем оборудованием, оставшемся в неизменном виде. Принимаются заявки на организацию экскурсий на фабрику.

### Почтовый тракт Трондхейм (Trondheim)
Исторический почтовый тракт из Бергена (Bergen) в Трондхейм (Trondheim). Тракт проходит через коммуны Фьялер (Fjaler), Хиллестад (Hyllestad) и Гюлен. Дорога была построена в период между 1801 и 1806 г. На протяжении тракта можно встретить множество великолепных каменных мостов.

## История населения коммуны
Население коммуны за последние 60 лет.

Статистика коммуны Гулен